# リン酸水素二ナトリウム
リン酸二ナトリウム (Disodium phosphate:DSP)またはリン酸水素二ナトリウム (sodium hydrogen phosphate)は、化学式Na2HPO4で表される無機化合物である。3種類あるナトリウムのリン酸塩の中の1つである。この塩は、無水物と2、7、8、12の水和物が知られており、全て水溶性の白い粉末である。無水物は吸湿性がある。

## 酸・塩基としての性質
リン酸水素二ナトリウムの溶液のpHは8.0から11.0の間であり、弱塩基である。
{\displaystyle {\ce {HPO4^{2-}\ +H2O\ \rightleftarrows \ H2PO4^{-}\ +OH^{-}}}}

## 調製と反応
リン酸を水酸化ナトリウムで中和すると得られる。
{\displaystyle {\ce {H3PO4 + 2 NaOH -> HNa2PO4 + 2 H2O}}}
工業的には次の2つのステップを経て合成される。まず リン酸水素カルシウムと 硫酸水素ナトリウムを反応させ、リン酸二水素ナトリウムと硫酸カルシウムを作る。
{\displaystyle {\ce {CaHPO4\ + NaHSO4 -> NaH2PO4\ + CaSO4}}}
次に、それを水酸化ナトリウムで部分的に中和する。
{\displaystyle {\ce {NaH2PO4\ + NaOH -> HNa2PO4\ + H2O}}}

## 利用
リン酸水素二ナトリウムは食品中のリン酸ナトリウムと水の軟化剤を混合するために用いられる。食品内ではpH調整剤として用いられる。コンデンスミルクの調整時に、牛乳が凝固するのを防ぐ働きがある。また同様に、固化防止剤としても用いられる。例えばプリンなどのデザートで調理時間を短くするために用いられるクリーム・オブ・ウィートや、 ジェル-Oのインスタント・プリンで増粘安定剤として用いられている。また、洗剤中の カルシウムが固まって目詰まりするのを遅らせる効果もある。
リン酸水素二ナトリウムを加熱すると脱水縮合し、二リン酸ナトリウムが得られる。
{\displaystyle {\ce {2HNa2PO4 -> Na4P2O7\ + H2O}}}
リン酸水素ナトリウムとリン酸二水素ナトリウムは便秘を治したり、大腸内視鏡検査の前に腸をきれいにしたりするために経口腸管洗浄剤として用いられる。